# Grand Prix automobile de France 1962
GP précédent GP suivant
Le Grand Prix de France 1962 (XLVIIIe Grand Prix de l'A.C.F.), disputé sur le circuit de Rouen-les-Essarts le 8 juillet 1962, est la cent-sixième épreuve du championnat du monde de Formule 1 courue depuis 1950 et la quatrième manche du championnat 1962.

## Contexte avant la course

### Le championnat du monde
Depuis la saison précédente, la Formule 1 suit la réglementation 1 500 cm3 (dérivée de l'ancienne Formule 2 de la période 1957 à 1960), s'appuyant sur les points suivants :
- interdiction des moteurs suralimentés
- cylindrée minimale : 1 300 cm3
- cylindrée maximale : 1 500 cm3
- poids minimal : 450 kg (à sec)
- double circuit de freinage obligatoire
- arceau de sécurité obligatoire (le haut du cerceau devant dépasser le casque du pilote)
- démarreur de bord obligatoire
- carburant commercial
- ravitaillement en huile interdit durant la course

Après avoir subi la domination de la Scuderia Ferrari en 1961, les constructeurs britanniques ont cette année retrouvé leur superbe, disposant désormais sur leurs légères et agiles monoplaces de moteurs V8 aussi efficaces que les V6 italiens. Hormis aux Grands Prix de Bruxelles et de Naples (hors championnat) remportés par la Ferrari de Willy Mairesse, les BRM, Lotus et, dans une moindre mesure, Cooper ont dominé leurs concurrentes. Dominée en performance pure, la Ferrari 156 ne doit qu'à sa remarquable fiabilité les classements honorables (une seconde et deux troisièmes places) obtenus par Phil Hill dans les trois épreuves du championnat disputées jusqu'alors, épreuves qui sont revenues à trois vainqueurs différents : la BRM de Graham Hill, la Cooper de Bruce McLaren et la Lotus de Jim Clark. Très attendues, les nouvelles Porsche à moteur huit cylindres manquent encore de mise au point et, à ce stade de la saison, le championnat reste très ouvert, Graham Hill disposant d'une très faible avance sur les autres prétendants au titre.

### Le circuit

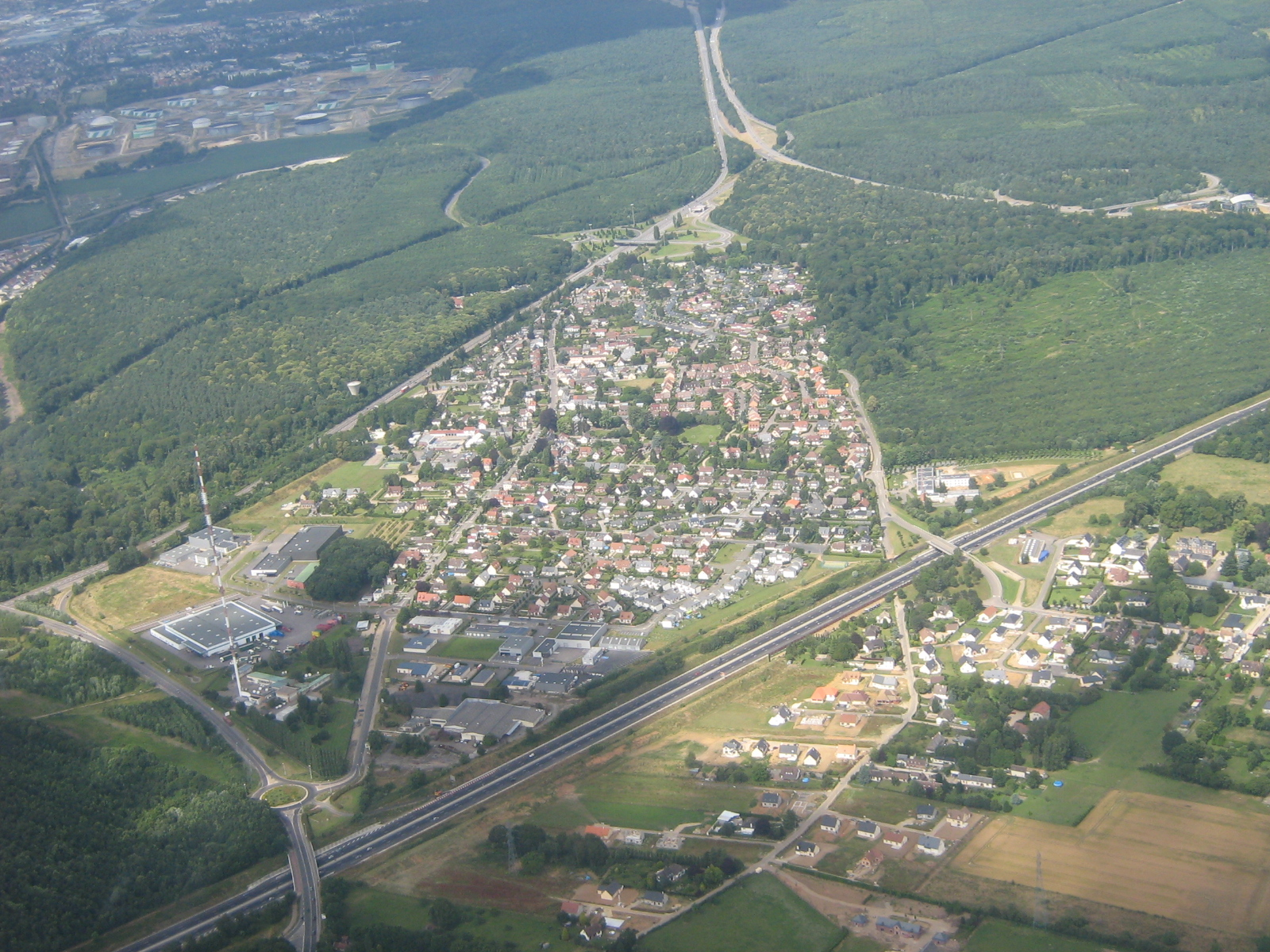
Vue récente du hameau des Essarts (en bas à gauche, enjambant l'autoroute, la D938, empruntée par l'ancien circuit).

Inauguré en 1950 par l'Automobile Club de Normandie, le circuit de Rouen-les-Essarts fut modernisé en 1952, à l'occasion du XXXIXe Grand Prix de l'A.C.F., avec la construction de grandes tribunes et de nouveaux stands. Le tracé initial, mesurant environ cinq kilomètres, empruntait la D938 depuis le hameau des Essarts, descendant jusqu'au niveau d'Orival, avant de remonter par la D132 jusqu'au chemin des Étoiles, qui ramenait les monoplaces vers le départ. En 1955, le circuit fut étendu au Nord, empruntant la D132 jusqu'à la nationale 138, utilisée sur un kilomètre jusqu'à la jonction avec la D938, qui traverse une partie du hameau jusqu'aux stands. Ainsi agrandi, le circuit développe six kilomètres et demi. Parfois surnommé "le petit Spa", il comporte de très belles courbes, notamment le difficile virage des Six Frères dans l'impressionnante descente vers le hameau du Nouveau Monde. Le nouveau tracé fut le théâtre du Grand Prix de France 1957, remporté par Juan Manuel Fangio, sur Maserati, au cours duquel Luigi Musso s'était adjugé le record du tour à 165,4 km/h de moyenne au volant de sa Ferrari. L'hiver 1961/1962 a été rigoureux, avec de nombreuses gelées, et la piste comporte plusieurs portions en mauvais état, les nombreux trous ayant été rebouchés à la hâte.

## Monoplaces en lice
- Ferrari 156 "Usine"

L'écurie italienne avait initialement engagé trois 156 F1 (près de 500 kg, moteur V6 de 200 chevaux, boîte de vitesses à six rapports) pour Phil Hill, Ricardo Rodríguez et Lorenzo Bandini mais, humilié par ses récents échecs, Enzo Ferrari a finalement annoncé aux organisateurs (par Télex) le forfait de son équipe, prenant pour prétexte les grèves affectant le secteur métallurgiste de son pays.
- BRM P57 "Usine"

L'équipe BRM engage deux P57 pour ses pilotes habituels, Graham Hill et Richie Ginther. Conçues sous la direction de Tony Rudd, ces monoplaces de 475 kg sont dotées d'un moteur V8 alimenté par injection indirecte Lucas. Les sorties d'échappement en «tuyaux d'orgue», utilisés en début de saison, ont été remplacés par des sorties «quatre en un», résistant mieux aux vibrations et améliorant la puissance, s'élevant désormais à 193 chevaux à 10250 tr/min. Après des essais infructueux par Ginther d'une boîte de vitesses Colotti à six rapports lors des sorties précédentes, la boîte 'cinq' BRM est définitivement retenue sur les deux voitures.
- Lotus 25 & 24 "Usine"

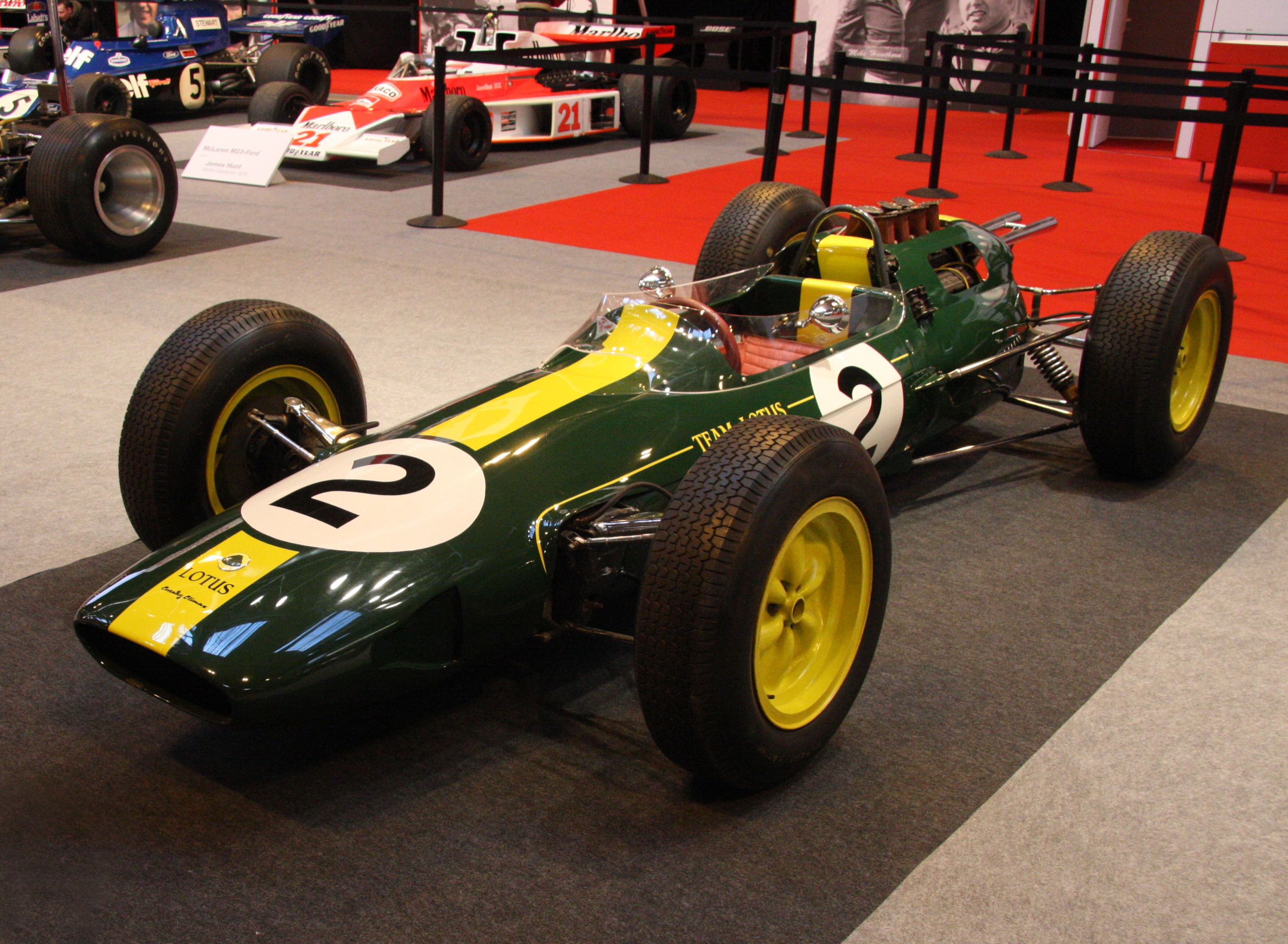
La Lotus 25, seule monoplace du plateau à châssis monocoque.

Pour la première fois de la saison, le Team Lotus dispose d'une deuxième monoplace de type 25, à châssis monocoque, Jim Clark disposant du châssis le plus récent (R2) tandis que Trevor Taylor se voit confier la voiture jusqu'alors utilisée par Clark (R1) et victorieuse en Belgique. Novatrice dans sa conception, la 25 est très légère (455 kg) et extrêmement basse, exigeant une position de conduite très allongée. Elle est équipée d'un moteur Coventry Climax FWMV (V8, 181 chevaux à 8200 tr/min) et d'une boîte de vitesses ZF à cinq rapports. L'équipe a également préparé deux modèles 24 à châssis multitubulaire (quatre fois moins rigide que la monocoque de la 25), l'un à moteur Climax FWMV qui, initialement destiné à Peter Arundell, servira de mulet, le second (à moteur BRM) que vient d'acquérir la Scuderia Filipinetti.
- Lotus 24 privées

UDT Laystall engage la même équipe qu'en Belgique, une Lotus 24 à moteur Climax V8 pour Innes Ireland et une à moteur V8 BRM pour Masten Gregory. Jack Brabham n'est pas encore en mesure d'aligner sa propre monoplace, élaborée en partenariat avec Ron Tauranac, et engage son habituelle 24 à moteur Climax. Toujours privé de Stirling Moss, non rétabli de son grave accident de Goodwood, Rob Walker a une nouvelle fois confié sa Lotus-Climax à Maurice Trintignant. Jo Siffert hérite quant à lui de la Lotus 24 à moteur V8 BRM de la Scuderia Filipinetti, ancien mulet de l'équipe officielle. Ces voitures sont équipées de boîtes de vitesses Colotti à cinq rapports.
- Porsche 804 "Usine"

Après un début de saison très décevant, les Porsche 804 ont depuis bénéficié de nombreuses améliorations, suggérées par Dan Gurney et validées par de longues séances de mise au point sur le Nürburgring. Les 804 se présentent à Rouen avec une suspension arrière entièrement revue, tandis que l'alimentation est désormais assurée par quatre carburateurs Weber double-corps. La puissance du moteur huit cylindres à plat refroidi par air s'élève à 185 chevaux à 9200 tr/min, la monoplace dépassant à peine le poids minimal (450 kg). L'usine engage deux voitures, Gurney étant secondé par Joakim Bonnier.
- Porsche 718 privée

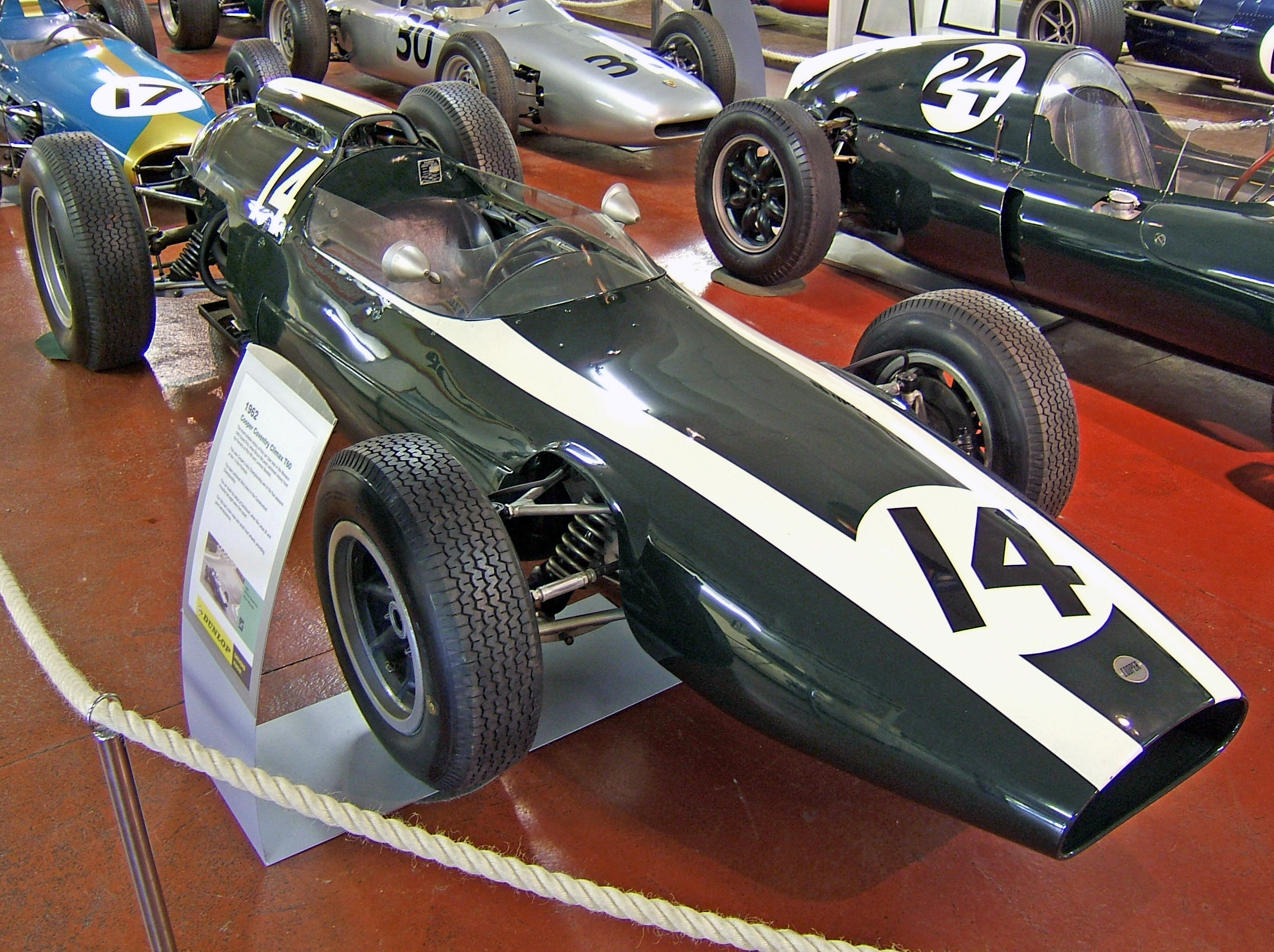
La Cooper T60 à moteur Climax V8 ; Bruce McLaren a remporté les grands prix de Monaco et de Reims à son volant.

Le Néerlandais Carel Godin de Beaufort engage une nouvelle fois son ancienne 718 à moteur quatre cylindres à plat refroidi par air. Initialement conçue pour la Formule 2, cette monoplace dispose de 165 chevaux.
- Cooper T60 "Usine"

Comme en Belgique, l'équipe officielle Cooper est présente avec deux T60 à moteur V8 Climax FWMV et boîte six vitesses, confiées à Bruce McLaren et Tony Maggs. Conçues par Owen Maddock, ces monoplaces pèsent environ 465 kg. Liquide de refroidissement et huile circulent à travers certains tubes du châssis, les radiateurs de refroidissement étant disposés à l'avant. Vainqueur du Grand Prix de Monaco le mois précédent, McLaren vient également de remporter le Grand Prix de Reims (hors championnat) à son volant.
- Cooper T53 privée

Jackie Lewis a engagé sa T53 personnelle, sous les couleurs de l'Ecurie Galloise. Elle est équipée d'un moteur Climax FPF (quatre cylindres de 152 chevaux).
- Lola Mk4

L'équipe Bowmaker Racing de Reg Parnell aligne deux Lola Mk4 à moteur Climax V8 pour John Surtees et Roy Salvadori. Ces monoplaces de 490 kg utilisent le moteur V8 Climax FWMV, accouplé à une boîte de vitesses Colotti à cinq rapports.

## Coureurs inscrits
| no  | Pilote                  | Écurie                      | Constructeur | Modèle      | N° châssis | Moteur                      | Pneumatiques |
| --- | ----------------------- | --------------------------- | ------------ | ----------- | ---------- | --------------------------- | ------------ |
| 2   | Phil Hill               | Ferrari SEFAC               | Ferrari      | Ferrari 156 | -          | Ferrari 178 V6 (120°)       | D            |
| 4   | Ricardo Rodríguez       | Ferrari SEFAC               | Ferrari      | Ferrari 156 | -          | Ferrari 178 V6 (120°)       | D            |
| 6   | Lorenzo Bandini         | Ferrari SEFAC               | Ferrari      | Ferrari 156 | -          | Ferrari 178 V6 (120°)       | D            |
| 8   | Graham Hill             | Owen Racing Organisation    | BRM          | BRM P57     | 5781       | BRM P56 V8                  | D            |
| 10  | Richie Ginther          | Owen Racing Organisation    | BRM          | BRM P57     | 5783       | BRM P56 V8                  | D            |
| 12  | Jim Clark               | Team Lotus                  | Lotus        | Lotus 25    | 25 R2      | Coventry Climax FWMV V8     | D            |
| 12T | Jim Clark Trevor Taylor | Team Lotus                  | Lotus        | Lotus 24    | 24-949     | Coventry Climax FWMV V8     | D            |
| 14  | Trevor Taylor           | Team Lotus                  | Lotus        | Lotus 25    | 25 R1      | Coventry Climax FWMV V8     | D            |
| 16  | Peter Arundell          | Team Lotus                  | Lotus        | Lotus 24    | 24-949     | Coventry Climax FWMV V8     | D            |
| 18  | John Surtees            | Bowmaker Racing             | Lola         | Lola Mk4    | BRGP-42    | Coventry Climax FWMV V8     | D            |
| 20  | Roy Salvadori           | Bowmaker Racing             | Lola         | Lola Mk4    | BRGP-43    | Coventry Climax FWMV V8     | D            |
| 22  | Bruce McLaren           | Cooper Car Company          | Cooper       | Cooper T60  | F1-17-61   | Coventry Climax FWMV V8     | D            |
| 24  | Tony Maggs              | Cooper Car Company          | Cooper       | Cooper T60  | F1-18-61   | Coventry Climax FWMV V8     | D            |
| 26  | Jack Brabham            | Brabham Racing Organisation | Lotus        | Lotus 24    | 24-947     | Coventry Climax FWMV V8     | D            |
| 28  | Maurice Trintignant     | Rob Walker Racing Team      | Lotus        | Lotus 24    | 24-940     | Coventry Climax FWMV V8     | D            |
| 30  | Dan Gurney              | Porsche System Engineering  | Porsche      | Porsche 804 | 804-02     | Porsche 753 F8              | D            |
| 32  | Joakim Bonnier          | Porsche System Engineering  | Porsche      | Porsche 804 | 804-01     | Porsche 753 F8              | D            |
| 34  | Masten Gregory          | UDT Laystall Racing Team    | Lotus        | Lotus 24    | 24-944     | BRM P56 V8                  | D            |
| 36  | Innes Ireland           | UDT Laystall Racing Team    | Lotus        | Lotus 24    | 24-942     | Coventry Climax FWMV V8     | D            |
| 36T | Innes Ireland           | UDT Laystall Racing Team    | Lotus        | Lotus 24    | 24-945     | Coventry Climax FWMV V8     | D            |
| 38  | Carel Godin de Beaufort | Ecurie Maarsbergen          | Porsche      | Porsche 718 | 718-201    | Porsche 547/3 F4            | D            |
| 40  | Jo Siffert              | Écurie Filipinetti          | Lotus        | Lotus 24    | 24-950     | BRM P56 V8                  | D            |
| 42  | Jackie Lewis            | Ecurie Galloise             | Cooper       | Cooper T53  | F1-6-61    | Coventry Climax FPF MkII L4 | D            |

## Qualifications
Deux séances d'essais sont prévues, les matins des jeudi et vendredi précédant la course.

### Première séance - jeudi 5 juillet
C'est le jeudi matin à huit heures et demie que débute la première session qualificative. Alors que beaucoup de pilotes découvrent le circuit et tournent relativement prudemment, John Surtees (Lola) et Jim Clark (Lotus) se mettent très vite en action et établissent les premiers temps de référence, à plus de 172 km/h de moyenne. Devancé de quelques dixièmes de secondes par Surtees, Clark tente d'améliorer mais un bris de direction au beau milieu d'un virage occasionne une spectaculaire sortie de route de sa Lotus, heureusement sans gravité. Au volant d'une Porsche désormais au point, Dan Gurney se montre aussi rapide que les deux pilotes britanniques ; en fin de séance, il parvient à devancer Clark, échouant à deux dixièmes de Surtees. Mais c'est finalement Graham Hill qui, après une minutieuse mise au point de sa BRM, va s'attribuer le meilleur temps de ces essais matinaux, avec un tour à plus de 173 km/h de moyenne. Handicapé par des ennuis de carburation, Joakim Bonnier n'a pu profiter des améliorations apportées sur les Porsche et se trouve relégué très loin de son coéquipier. Pour Bruce McLaren, la situation est bien pire, le premier pilote de l'équipe Cooper n'ayant pu effectuer aucun tour rapide à cause d'une multitude de problèmes mécaniques.

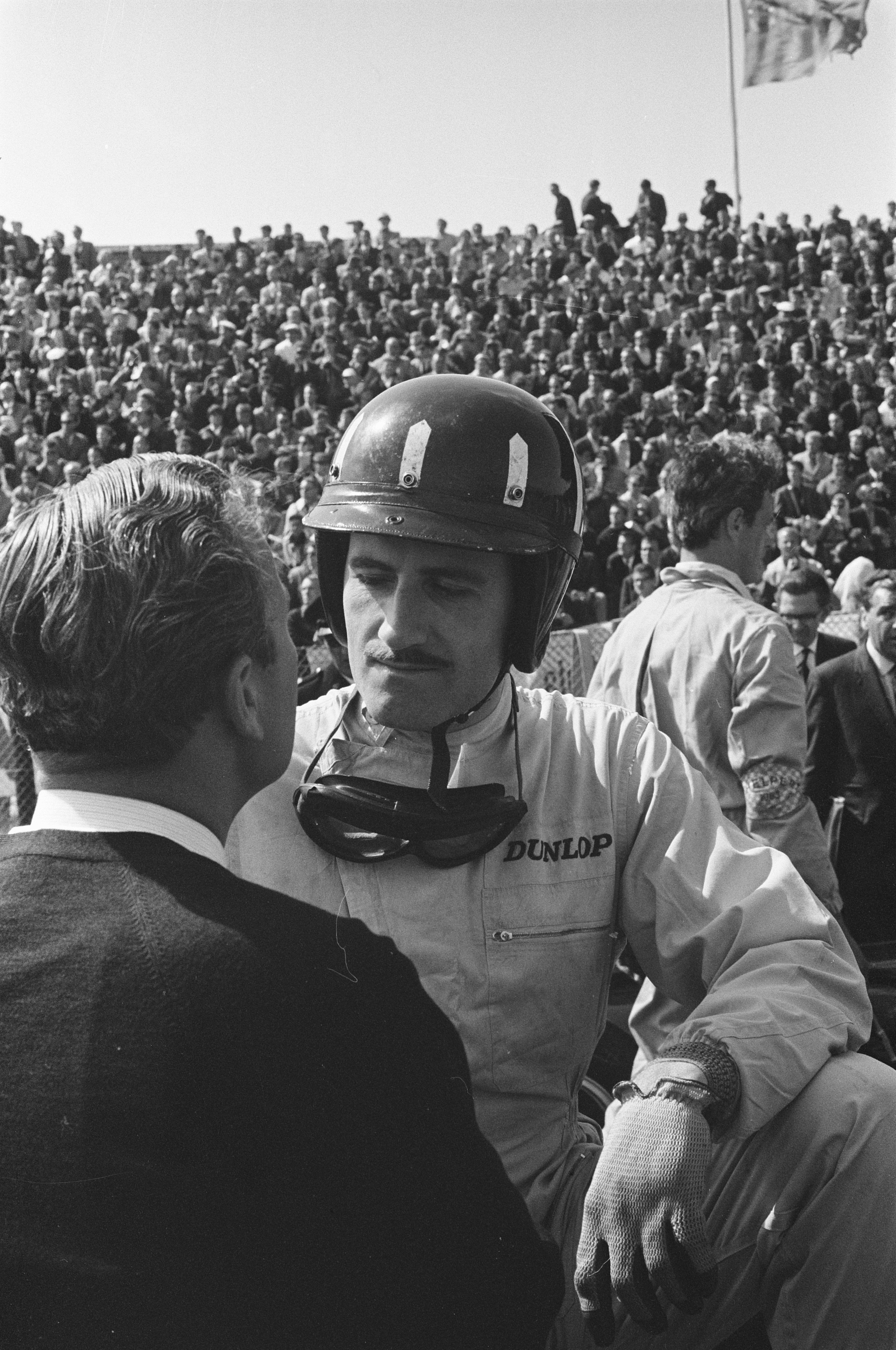
À plus de 173 km/h de moyenne, Graham Hill s'est montré le plus rapide lors de la matinée d'essais du jeudi.

| Pos. | Pilote                  | Écurie        | Temps        | Écart    |
| ---- | ----------------------- | ------------- | ------------ | -------- |
| 1    | Graham Hill             | BRM           | 2 min 15 s 9 |          |
| 2    | John Surtees            | Lola-Climax   | 2 min 16 s 3 | + 0 s 4  |
| 3    | Dan Gurney              | Porsche       | 2 min 16 s 5 | + 0 s 6  |
| 4    | Jim Clark               | Lotus-Climax  | 2 min 16 s 7 | + 0 s 8  |
| 5    | Jack Brabham            | Lotus-Climax  | 2 min 17 s 5 | + 1 s 6  |
| 6    | Richie Ginther          | BRM           | 2 min 18 s 2 | + 2 s 3  |
| 7    | Tony Maggs              | Cooper-Climax | 2 min 18 s 6 | + 2 s 7  |
| 8    | Trevor Taylor           | Lotus-Climax  | 2 min 19 s 1 | + 3 s 2  |
| 9    | Innes Ireland           | Lotus-Climax  | 2 min 19 s 1 | + 3 s 2  |
| 10   | Masten Gregory          | Lotus-BRM     | 2 min 19 s 4 | + 3 s 5  |
| 11   | Joakim Bonnier          | Porsche       | 2 min 21 s 1 | + 5 s 2  |
| 12   | Roy Salvadori           | Lola-Climax   | 2 min 21 s 3 | + 5 s 4  |
| 13   | Maurice Trintignant     | Lotus-Climax  | 2 min 23 s 1 | + 7 s 2  |
| 14   | Jackie Lewis            | Cooper-Climax | 2 min 25 s 5 | + 9 s 6  |
| 15   | Carel Godin de Beaufort | Porsche       | 2 min 27 s 2 | + 11 s 3 |
| 16   | Jo Siffert              | Lotus-BRM     | 2 min 27 s 9 | + 12 s 0 |
| 17   | Bruce McLaren           | Cooper-Climax | 2 min 52 s 0 | + 36 s 1 |

### Deuxième séance - vendredi 6 juillet
Les essais reprennent le vendredi matin peu avant neuf heures. Parmi les premiers en piste, Bruce McLaren a retrouvé une monoplace enfin au point, et le pilote néo-zélandais en profite pour réaliser un temps de qualification correct. Jack Brabham se met également en évidence au volant de sa Lotus privée, approchant de deux dixièmes de seconde la performance réalisée la veille par Graham Hill. Ce dernier n'est d'ailleurs pas en mesure de défendre sa place, bloqué au stand à cause de difficultés de sélection de boîte de vitesses (ainsi d'ailleurs que Jim Clark), son coéquipier Richie Ginther étant également immobilisé, câble d'accélérateur cassé. La deuxième partie de séance va se révéler plus animée : une fois ses problèmes mécaniques résolus, Hill effectue une série de tour très rapides, améliorant de près d'une seconde son temps du jeudi. McLaren est également très performant, mais échoue à quatre dixièmes de secondes du pilote BRM. Mais c'est finalement Clark qui va se montrer le plus rapide de la journée, avec un tour à 174,7 km/h de moyenne qui lui vaut la pole position. L'Ecossais s'élancera donc dimanche à la corde de la première ligne, au côté de Hill et de McLaren. Moins en vue que la veille, Surtees partira de l'extérieur de la seconde ligne, au côté de Brabham.
| Pos. | Pilote                  | Écurie        | Temps        | Écart    |
| ---- | ----------------------- | ------------- | ------------ | -------- |
| 1    | Jim Clark               | Lotus-Climax  | 2 min 14 s 8 |          |
| 2    | Graham Hill             | BRM           | 2 min 15 s 0 | + 0 s 2  |
| 3    | Bruce McLaren           | Cooper-Climax | 2 min 15 s 4 | + 0 s 6  |
| 4    | Jack Brabham            | Lotus-Climax  | 2 min 16 s 1 | + 1 s 3  |
| 5    | John Surtees            | Lola-Climax   | 2 min 16 s 3 | + 1 s 5  |
| 6    | Dan Gurney              | Porsche       | 2 min 17 s 1 | + 2 s 3  |
| 7    | Masten Gregory          | Lotus-BRM     | 2 min 17 s 3 | + 2 s 5  |
| 8    | Innes Ireland           | Lotus-Climax  | 2 min 17 s 5 | + 2 s 7  |
| 9    | Joakim Bonnier          | Porsche       | 2 min 17 s 9 | + 3 s 1  |
| 10   | Richie Ginther          | BRM           | 2 min 19 s 9 | + 5 s 1  |
| 11   | Maurice Trintignant     | Lotus-Climax  | 2 min 20 s 8 | + 6 s 0  |
| 12   | Jo Siffert              | Lotus-BRM     | 2 min 23 s 4 | + 8 s 6  |
| 13   | Jackie Lewis            | Cooper-Climax | 2 min 26 s 5 | + 11 s 7 |
| 14   | Carel Godin de Beaufort | Porsche       | 2 min 26 s 5 | + 11 s 7 |

## Grille de départ du Grand Prix

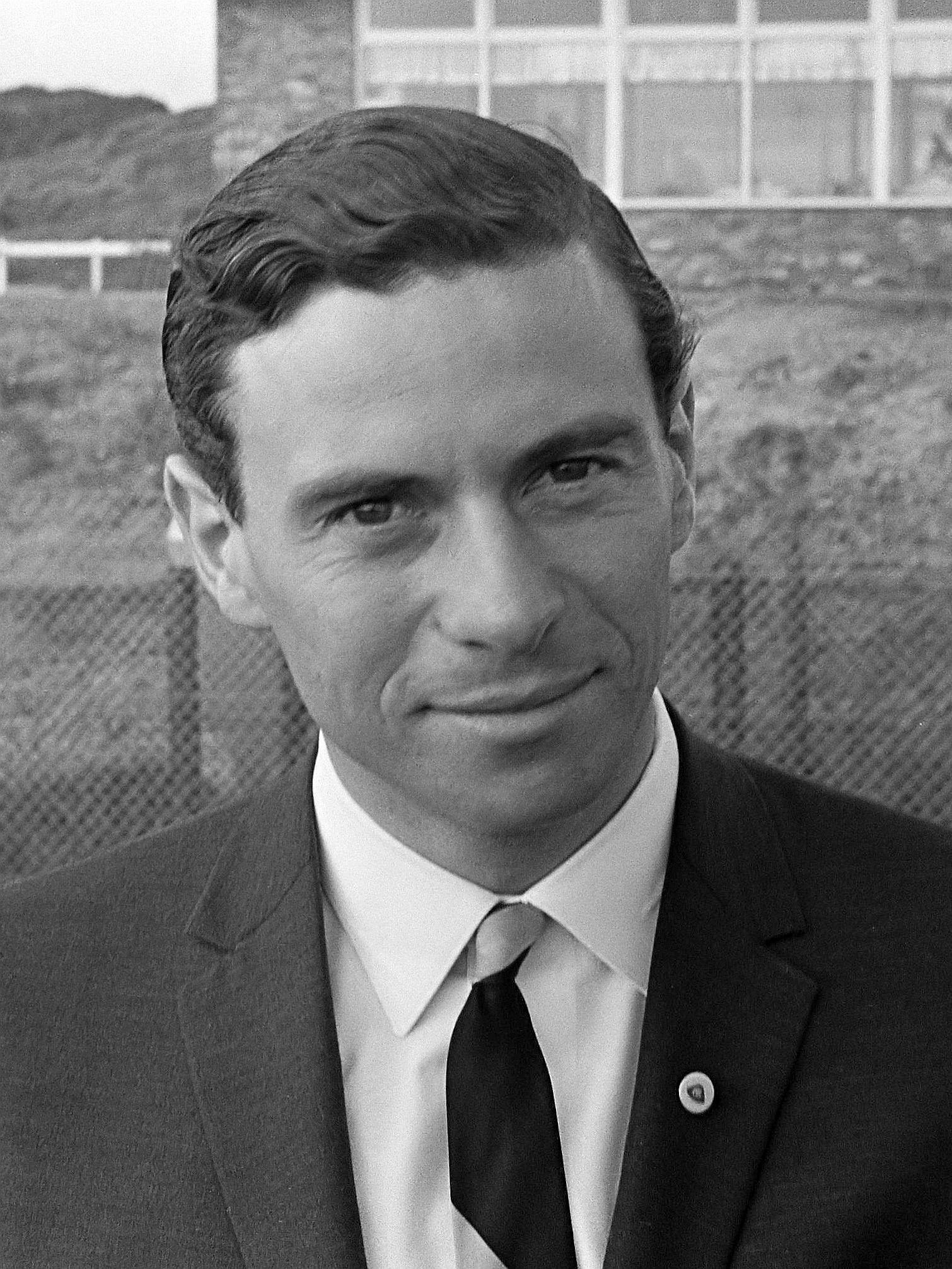
Ayant établi le meilleur temps lors de la dernière séance qualificative, Jim Clark partira en pole position.

| 1re ligne | Pos. 3                         |                               | Pos. 2                     |                              | Pos. 1                        |
|           | McLaren Cooper 2 min 15 s 4    |                               | G. Hill BRM 2 min 15 s 0   |                              | Clark Lotus 2 min 14 s 8      |
| 2e ligne  |                                | Pos. 5                        |                            | Pos. 4                       |                               |
|           |                                | Surtees Lola 2 min 16 s 3     |                            | Brabham Lotus 2 min 16 s 1   |                               |
| 3e ligne  | Pos. 8                         |                               | Pos. 7                     |                              | Pos. 6                        |
|           | Ireland Lotus 2 min 17 s 5     |                               | Gregory Lotus 2 min 17 s 3 |                              | Gurney Porsche 2 min 16 s s 5 |
| 4e ligne  |                                | Pos. 10                       |                            | Pos. 9                       |                               |
|           |                                | Ginther BRM 2 min 18 s 2      |                            | Bonnier Porsche 2 min 17 s 9 |                               |
| 5e ligne  | Pos. 13                        |                               | Pos. 12                    |                              | Pos. 11                       |
|           | Trintignant Lotus 2 min 20 s 8 |                               | Taylor Lotus 2 min 19 s 1  |                              | Maggs Cooper 2 min 18 s 6     |
| 6e ligne  |                                | Pos. 15                       |                            | Pos. 14                      |                               |
|           |                                | Siffert Lotus 2 min 23 s 4    |                            | Salvadori Lola 2 min 21 s 3  |                               |
| 7e ligne  |                                | Pos. 17                       |                            | Pos. 16                      |                               |
|           |                                | Beaufort Porsche 2 min 26 s 5 |                            | Lewis Cooper 2 min 25 s 5    |                               |

## Déroulement de la course
Un chaud soleil baigne le circuit le dimanche après-midi. Le départ est donné devant quatre-vingt mille spectateurs, avec un peu de retard sur l'horaire prévu par les organisateurs car Dan Gurney s'est offert un tour de reconnaissance supplémentaire au volant de sa Porsche. Au baisser du drapeau, Graham Hill prend un très léger avantage, sa BRM devançant de peu la Lotus de Jim Clark et la Cooper de Bruce McLaren. Sur la seconde BRM, Richie Ginther n'a pu démarrer son moteur sur la grille de départ ; levant les bras pour prévenir les concurrents placés derrière lui, il a dû attendre l'envolée des seize autres monoplaces avant de pousser la sienne au stand, d'où il pourra repartir après fixation d'un fil débranché du démarreur, mais avec trois quarts de tour de retard sur ses adversaires. Hill, Clark et McLaren effectuent la descente vers le virage du Nouveau Monde roues dans roues, John Surtees (Lola) parvenant à recoller au trio de tête avant l'épingle. Dans la montée qui suit, Surtees déborde bientôt McLaren pour le gain de la troisième place ; peu après, il dépasse également Clark, pour terminer ce premier tour dans le sillage de Hill, les deux hommes passant devant les tribunes avec déjà une petite avance sur Clark et McLaren, maintenant talonnés par la Lotus de Jack Brabham. Victime d'une crevaison, Ireland doit déjà renoncer, la roue de sa Lotus étant endommagée. Au second tour, Hill et Surtees se détachent légèrement de Clark et McLaren, Brabham, légèrement décroché, menant le reste du peloton. Au troisième passage devant les stands, les deux voitures de tête sont côte à côte, mais Hill parvient ensuite à reprendre un petit avantage sur son compatriote. Clark et McLaren commencent à perdre du terrain, à raison d'une seconde au tour, tandis que, derrière, Brabham a été rejoint par Gurney. Au dixième tour, McLaren, gêné par des problèmes de boîte de vitesses, perd le contrôle de sa Cooper dans le virage Sanson et effectue un tête-à-queue. Il parvient à reprendre la piste derrière Brabham et Gurney, mais va devoir stopper pour une longue intervention à son stand car il a endommagé la suspension arrière de sa Cooper. Il repartira bon dernier avec deux tours de retard. Brabham ne profite pas longtemps de sa quatrième place, le pilote australien devant peu après regagner son stand au ralenti, bras de suspension rompu. Hill compte alors moins d'une seconde d'avance sur Surtees et neuf sur Clark, maintenant isolé à la troisième place. Désormais quatrième à dix-huit secondes de la BRM de tête, Gurney roule isolé, très loin devant la Lotus de Masten Gregory et la Porsche de Joakim Bonnier.
Alors qu'il se tenait dans le sillage de Hill, Surtees ralentit soudain la cadence, son moteur manquant de puissance. Le Britannique doit regagner son stand à la fin du treizième tour pour faire régler sa carburation ; il en repartira huitième. Hill compte maintenant quinze de secondes d'avance sur Clark, qui continue à perdre du terrain sur son compatriote, mais reste hors de portée de Gurney. Alors qu'il vient de prendre la quatrième place, Gregory abandonne sa Lotus sur le circuit, en panne d'allumage. L'écart entre les deux premiers s'accroit constamment, Clark perdant régulièrement une seconde à chaque boucle, Gurney se maintenant à une quinzaine de secondes de la Lotus, loin devant son coéquipier Bonnier. Ce dernier commence à connaître des soucis de boîte de vitesses et se fait bientôt dépasser par Surtees, auteur d'une belle remontée. Après avoir effectué plusieurs surrégimes, le Suédois préfère s'arrêter au stand pour tenter de remédier à ses problèmes, perdant plusieurs places. Bien qu'ayant porté le record de la piste à plus de 170 km/h, Clark ne parvient pas à réduire significativement son retard sur Hill, qui possède un avantage de vingt-deux secondes à l'entame du trentième tour. Il rattrape alors Jackie Lewis, très attardé. Il déborde facilement la Cooper mais au virage suivant Lewis, en délicatesse avec ses freins, vient percuter l'arrière droit de la BRM, arrachant la sortie d'échappement, et l'expédie en tête-à-queue. Hill perd une demi-minute avant de pouvoir reprendre la piste, sept secondes derrière Clark qui a profité de l'incident pour prendre la tête. Hill attaque très fort pour reprendre la tête. L'écart se réduit très rapidement et, après avoir porté le record de la piste à 172 km/h, Hill reprend le commandement au cours du trente-troisième tour. En difficulté avec la suspension avant de sa Lotus, Clark renonce peu après. Gurney accède à la seconde place, à vingt secondes de la BRM. Maintenant troisième, Surtees est à plus d'une demi-minute. Auteur d'une course régulière sur sa Cooper, Tony Maggs occupe la quatrième place mais compte un tour de retard. Hill contrôle facilement la course et accroît encore son avance mais au quarante-troisième tour, alors qu'il possède une marge de vingt-cinq secondes sur la Porsche, il tombe soudain en panne d'injection, au virage du Nouveau Monde. Gurney se retrouve en tête avec quinze secondes d'avance sur Surtees, mais une boucle plus tard ce dernier s'arrête à son stand à cause d'un problème de boîte de vitesses. Après une longue intervention, ses mécaniciens parviendront à bloquer la boîte en troisième ; il repart quatrième après avoir perdu plus de deux tours, loin derrière Maggs et Ginther. Pour une fois épargné par les problèmes mécaniques, Gurney s'achemine vers sa première victoire en Grand Prix. Il achève la course avec un tour d'avance sur Maggs et deux sur Ginther. Toujours bloqué sur le troisième rapport, Surtees n'est pas parvenu à conserver sa quatrième place, débordé dans les derniers kilomètres par McLaren. Après une réparation de fortune, Hill est parvenu à repartir, mais il a dû effectuer toute la fin de course au ralenti et termine très attardé. Il conserve néanmoins la tête du championnat du monde, ses adversaires directs ayant également été malchanceux.

### Classements intermédiaires
Classements intermédiaires des monoplaces aux premier, cinquième, dixième, quinzième, vingtième, trentième et quarantième tours,.

### Classement de la course

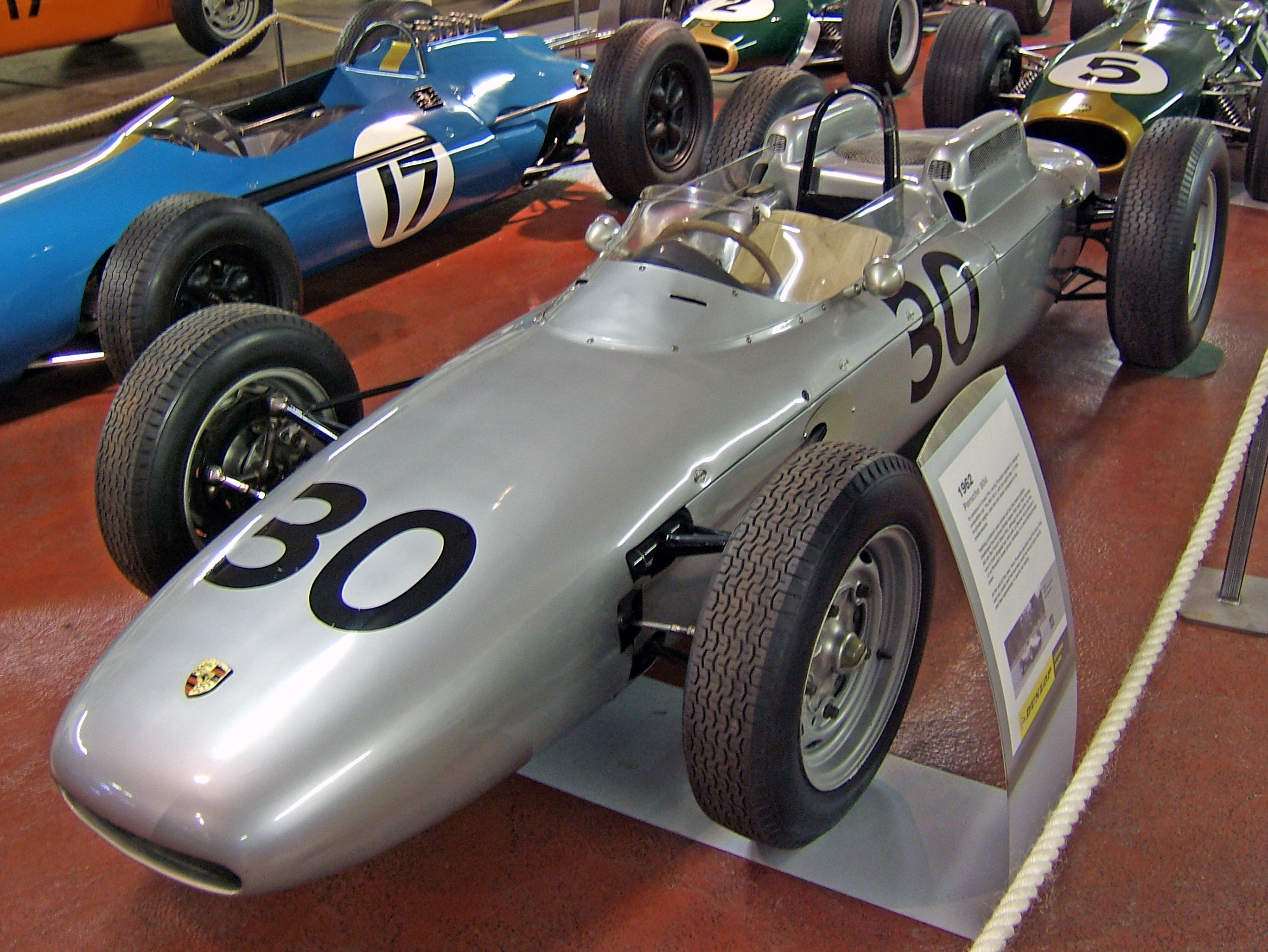
La Porsche 804 de Dan Gurney, victorieuse du Grand Prix de France à Rouen

| Pos  | No | Pilote                  | Écurie        | Tours | Temps/Abandon                  | Grille | Points |
| ---- | -- | ----------------------- | ------------- | ----- | ------------------------------ | ------ | ------ |
| 1    | 30 | Dan Gurney              | Porsche       | 54    | 2 h 07 min 35 s 5              | 6      | 9      |
| 2    | 24 | Tony Maggs              | Cooper-Climax | 53    | 2 h 09 min 35 s 9 (+ 1 tour)   | 11     | 6      |
| 3    | 10 | Richie Ginther          | BRM           | 52    | 2 h 08 min 43 s 3 (+ 2 tours)  | 10     | 4      |
| 4    | 22 | Bruce McLaren           | Cooper-Climax | 51    | 2 h 09 min 18 s 6 (+ 3 tours)  | 3      | 3      |
| 5    | 18 | John Surtees            | Lola-Climax   | 51    | 2 h 09 min 45 s 7 (+ 3 tours)  | 5      | 2      |
| 6    | 38 | Carel Godin de Beaufort | Porsche       | 51    | 2 h 10 min 02 s 5 (+ 3 tours)  | 17     | 1      |
| 7    | 28 | Maurice Trintignant     | Lotus-Climax  | 50    | 2 h 09 min 47 s 3 (+ 4 tours)  | 13     |        |
| 8    | 14 | Trevor Taylor           | Lotus-Climax  | 48    | 2 h 09 min 49 s 0 (+ 6 tours)  | 12     |        |
| 9    | 8  | Graham Hill             | BRM           | 44    | 2 h 11 min 40 s 9 (+ 10 tours) | 2      |        |
| Abd. | 32 | Jo Bonnier              | Porsche       | 43    | Distribution d'essence         | 9      |        |
| Abd. | 12 | Jim Clark               | Lotus-Climax  | 33    | Suspension                     | 1      |        |
| Abd. | 42 | Jackie Lewis            | Cooper-Climax | 28    | Accident                       | 16     |        |
| Abd. | 20 | Roy Salvadori           | Lola-Climax   | 21    | Pression d'huile               | 14     |        |
| Abd. | 34 | Masten Gregory          | Lotus-BRM     | 15    | Surchauffe moteur              | 7      |        |
| Abd. | 26 | Jack Brabham            | Lotus-Climax  | 11    | Suspension                     | 4      |        |
| Abd. | 40 | Jo Siffert              | Lotus-BRM     | 6     | Embrayage                      | 15     |        |
| Abd. | 36 | Innes Ireland           | Lotus-Climax  | 1     | Surchauffe moteur              | 8      |        |

Légende :
- Abd.=Abandon

### Pole position et record du tour
- Pole position :  Jim Clark en 2 min 14 s 8 (vitesse moyenne : 174,712 km/h). Temps réalisé lors de la séance d'essais du vendredi 6 juillet[15].
- Meilleur tour en course :  Graham Hill en 2 min 16 s 9 au 32e tour (vitesse moyenne : 172,032 km/h).

#### Évolution du record du tour en course
Le record de la piste fut amélioré huit fois au cours de l'épreuve.

### Tours en tête
- Graham Hill : 39 tours (1-29 / 33-42)
- Jim Clark : 3 tours (30-32)
- Dan Gurney : 12 tours (43-54)

## Classement général à l'issue de la course
- Attribution des points : 9, 6, 4, 3, 2, 1 respectivement aux six premiers de chaque épreuve.
- Pour la coupe des constructeurs, même barème et seule la voiture la mieux classée de chaque équipe inscrit des points.
- Seuls les cinq meilleurs résultats sont comptabilisés.
- Le règlement permet aux pilotes de se relayer sur une même voiture, les points éventuellement acquis étant alors perdus pour pilotes et constructeur[15].

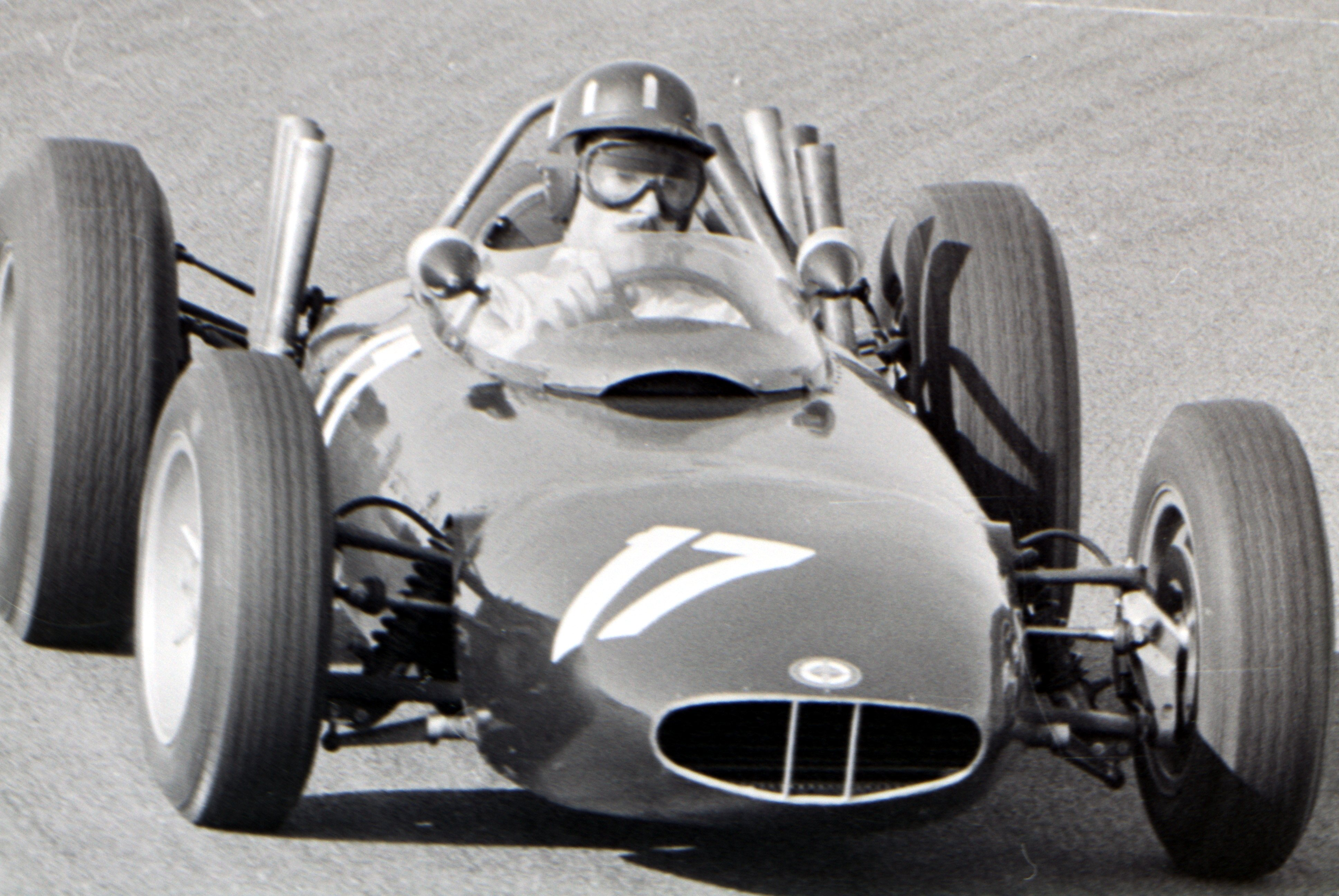
Malgré son abandon à Rouen, Graham Hill (ici lors de sa chevauchée victorieuse aux Pays-Bas) conserve la tête du championnat, ses adversaires directs n'ayant pas connu plus de réussite.

| Pos. | Pilote                  | Écurie  | Points | NL | MON | BEL | FRA | GBR | ALL | ITA | USA | AFS |
| ---- | ----------------------- | ------- | ------ | -- | --- | --- | --- | --- | --- | --- | --- | --- |
| 1    | Graham Hill             | BRM     | 16     | 9  | 1   | 6   | -   |     |     |     |     |     |
| 2    | Phil Hill               | Ferrari | 14     | 4  | 6   | 4   | -   |     |     |     |     |     |
| 3    | Bruce McLaren           | Cooper  | 12     | -  | 9   | -   | 3   |     |     |     |     |     |
| 4    | Jim Clark               | Lotus   | 9      | -  | -   | 9   | -   |     |     |     |     |     |
|      | Dan Gurney              | Porsche | 9      | -  | -   | -   | 9   |     |     |     |     |     |
| 6    | Tony Maggs              | Cooper  | 8      | 2  | -   | -   | 6   |     |     |     |     |     |
| 7    | John Surtees            | Lola    | 7      | -  | 3   | 2   | 2   |     |     |     |     |     |
| 8    | Trevor Taylor           | Lotus   | 6      | 6  | -   | -   | -   |     |     |     |     |     |
| 9    | Lorenzo Bandini         | Ferrari | 4      | -  | 4   | -   | -   |     |     |     |     |     |
|      | Richie Ginther          | BRM     | 4      | -  | -   | -   | 4   |     |     |     |     |     |
| 11   | Giancarlo Baghetti      | Ferrari | 3      | 3  | -   | -   | -   |     |     |     |     |     |
|      | Ricardo Rodríguez       | Ferrari | 3      | -  | -   | 3   | -   |     |     |     |     |     |
| 13   | Joakim Bonnier          | Porsche | 2      | -  | 2   | -   | -   |     |     |     |     |     |
|      | Carel Godin de Beaufort | Porsche | 2      | 1  | -   | -   | 1   |     |     |     |     |     |
| 15   | Jack Brabham            | Lotus   | 1      | -  | -   | 1   | -   |     |     |     |     |     |

| Pos. | Écurie        | Points | NL | MON | BEL | FRA | GBR | ALL | ITA | USA | AFS |
| ---- | ------------- | ------ | -- | --- | --- | --- | --- | --- | --- | --- | --- |
| 1    | BRM           | 20     | 9  | 1   | 6   | 4   |     |     |     |     |     |
| 2    | Cooper-Climax | 17     | 2  | 9   | -   | 6   |     |     |     |     |     |
| 3    | Lotus-Climax  | 15     | 6  | -   | 9   | -   |     |     |     |     |     |
| 4    | Ferrari       | 14     | 4  | 6   | 4   | -   |     |     |     |     |     |
| 5    | Porsche       | 12     | 1  | 2   | -   | 9   |     |     |     |     |     |
| 6    | Lola-Climax   | 7      | -  | 3   | 2   | 2   |     |     |     |     |     |

## À noter
- 1re victoire en championnat du monde pour Dan Gurney.
- 1re et unique victoire en championnat du monde pour Porsche en tant que constructeur et en tant que motoriste.